# Prezidentské volby v Kamerunu v roce 1970

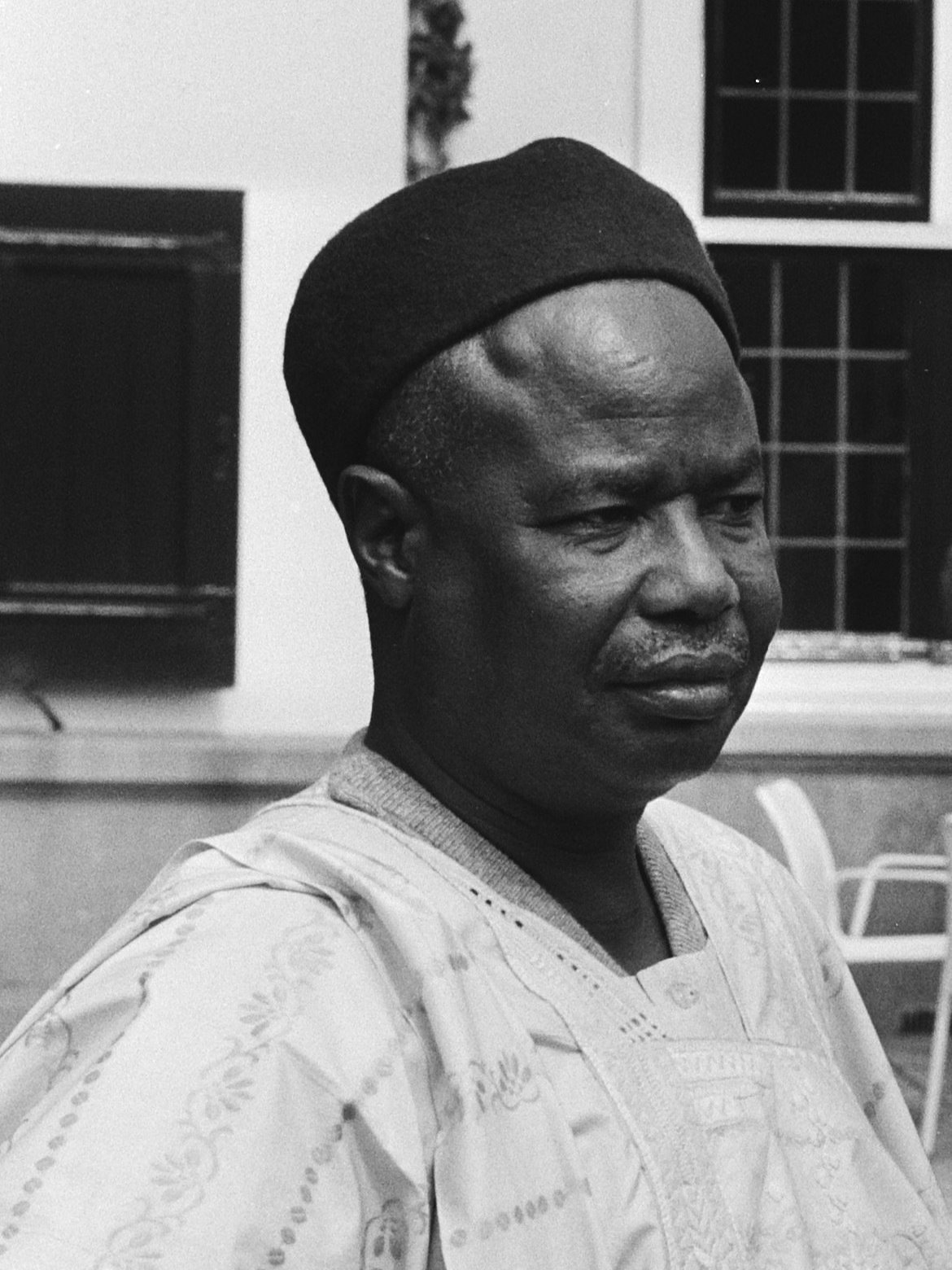
Vítěz voleb Ahmadou Ahidjo (1979)

Prezidentské volby v Kamerunu se konaly 28. března 1970. V té době byl Kamerun státem jedné strany, kdy jedinou legální stranou v zemi byl Kamerunský národní svaz. Jeho předseda a úřadující prezident Ahmadou Ahidjo byl jediným kandidátem v prezidentských volbách. Oficiální volební účast byla 99,4 %.

## Volební výsledky
| Kandidát                            | Politická strana                    | První kolo | První kolo |
| Kandidát                            | Politická strana                    | Hlasy      | %          |
| ----------------------------------- | ----------------------------------- | ---------- | ---------- |
| Ahmadou Ahidjo                      | Kamerunský národní svaz             | 3 478 942  | 100 %      |
| Celkem                              | Celkem                              | 3 478 942  | 100 %      |
|                                     |                                     |            |            |
| Platných hlasů                      | Platných hlasů                      | 3 478 942  | 99,99 %    |
| Neplatných hlasů                    | Neplatných hlasů                    | 244        | 0,01 %     |
| Celkem hlasů                        | Celkem hlasů                        | 3 479 186  | 100 %      |
| Registrovaných voličů/volební účast | Registrovaných voličů/volební účast | 3 501 177  | 99,37 %    |